# Inglés especial
El inglés especial de la Voice of America, o Special English, es una lengua controlada basada en el uso de un vocabulario reducido, formas gramaticales simples y una pronunciación cuidada y lenta del idioma inglés. Es actualmente conocido como Learning English («inglés aprendiente»).
Este idioma es utilizado por la emisora Voice of America (primera transmisión el 19 de octubre de 1959) del gobierno de los Estados Unidos de América para sus transmisiones internacionales.  Su público objetivo son las personas que han estudiado inglés en la escuela pero que no utilizan el idioma en forma activa.